# Ава Дивайн
Ава Дивайн (англ. Ava Devine), настоящее имя Джина Джиако-Доусон (англ. Gina Giaco-Dawson); род. 22 января 1974, Лонг-Айленд, США) — американская порноактриса.

## Биография
Родилась 2 января 1974 года на Лонг-Айленде, штат Нью-Йорк. Имеет китайские и итальянские корни.
Работала стриптизёршей.
В настоящее время проживает в Лас-Вегасе и Лос-Анджелесе.
Потеряла девственность в 13 лет.
Дебютировала в порно в 2003 году в возрасте 29 лет.
Сделала операцию по увеличению груди. Позднее, уменьшила грудные имплантаты.
В 2004 году была номинирована на премии AVN «Самая возмутительная секс-сцена» и XRCO «Супер шлюха». В 2005 году стала обладательницей премий AVN в двух номинациях: «Лучшая оральная сцена» и «Лучшая оральная сцена — Видео». В 2011 году была номинирована на премии Tranny Awards «Лучший не транссексуальный исполнитель» и «Лучшая сцена». В 2013 году номинирована на премию Tranny Awards «Лучший не транссексуальный исполнитель». В 2014 году номинирована на премию AVN «Лучшая транссексуальная сцена». В 2015 году номинирована на премии AVN «Лучшая транссексуальная сцена» и «Награда болельщиков: самая горячая MILF». В 2016 году номинирована на премию «Transgender Erotica Awards» «Лучший не транссексуальный исполнитель». В 2017 году номинирована на премию «Transgender Erotica Awards» «Лучшая исполнительница».
Одна из немногих актрис в американской порноиндустрии, имеющих азиатские корни и снимающихся при этом в жанре MILF.
Сотрудничает с такими студиями как Bang Bros, Brazzers, Devil's Film, Elegant Angel, Evil Angel, Naughty America, JM Productions и другими.
По состоянию на конец 2017 года снялась в 461 порнофильме.

## Награды и номинации
| Год  | Премия                     | Номинация                               | Фильм                     | Результат |
| ---- | -------------------------- | --------------------------------------- | ------------------------- | --------- |
| 2004 | AVN Award                  | Самая возмутительная секс-сцена         | American Bukkake 21       | Номинация |
| 2004 | XRCO Award                 | Супер шлюха                             |                           | Номинация |
| 2005 | AVN Award                  | Лучшая оральная сцена                   | Cum Swallowing Whores 2   | Победа    |
| 2005 | AVN Award                  | Лучшая оральная сцена — Видео           | Cum Swallowing Whores 2   | Победа    |
| 2011 | Tranny Awards              | Лучший не транссексуальный исполнитель  |                           | Номинация |
| 2011 | Tranny Awards              | Лучшая сцена                            | Three’s Company           | Номинация |
| 2013 | Tranny Awards              | Лучший не транссексуальный исполнитель  |                           | Номинация |
| 2014 | AVN Award                  | Лучшая транссексуальная сцена           | Pornstars Love Trannies   | Номинация |
| 2015 | AVN Award                  | Лучшая транссексуальная сцена           | Pornstars Love Trannies 3 | Номинация |
| 2015 | AVN Award                  | Награда болельщиков: самая горячая MILF |                           | Номинация |
| 2016 | Transgender Erotica Awards | Лучший не транссексуальный исполнитель  |                           | Номинация |
| 2017 | Transgender Erotica Awards | Лучшая исполнительница                  |                           | Номинация |